# Horki
Horki ou Gorki (em bielorrusso:  Горкі; em russo:  Горки) é uma cidade na região de Mogilev, Bielorrússia. Serve como centro administrativo do distrito de Horki. Em 2009, sua população era de 32.777 habitantes.